# Національна академія наук України
Національна академія наук України (НАН України, Академія) — вища наукова самоврядна організація України, що заснована на державній власності та є найбільшим центром наукових досліджень в Україні.
Метою діяльності НАН України є отримання нових та узагальнення наявних знань про природу, людину і суспільство, розроблення наукових основ науково-технічного, соціально-економічного та культурного розвитку країни, всебічне сприяння застосуванню результатів наукових досліджень, підготовка висококваліфікованих наукових кадрів, формування наукового світогляду в суспільстві.
НАН України організовує і здійснює фундаментальні та прикладні наукові дослідження з найважливіших проблем природничих, технічних, суспільних і гуманітарних наук.

## Склад
НАН України об'єднує дійсних членів (академіків), членів-кореспондентів та іноземних членів, усіх науковців її установ.
Дійсними членами (академіками) НАН України обираються члени-кореспонденти НАН України, які створили визнані вітчизняною та світовою науковою спільнотою наукові школи, запропонували підхід до розв'язання наукових проблем, що мають теоретичне і практичне значення.
Членами-кореспондентами НАН України обираються доктори наук, які мають визнаний вітчизняною та світовою спільнотою науковий доробок, розв'язали наукову проблему, що має вагоме теоретичне і практичне значення.
Іноземними членами НАН України обираються вчені, які не є громадянами України, наукові праці яких одержали визнання міжнародної наукової спільноти та які вагомо сприяють розвитку наукових досліджень і міжнародних наукових зв'язків НАН України.
Академіки, члени-кореспонденти та іноземні члени НАН України обираються довічно.
Станом на 01.01.2024 до складу НАН України входило 163 дійсних членів (академіків), 345 членів-кореспондентів та 84 іноземних членів.
25 квітня 2024 року відбулася сесія Загальних зборів НАН України, на якій було обрано 28 академіків і 74 члени-кореспонденти.
Станом на 09.09.2024 обліковий склад членів НАН України налічував 175 академіків, 376 членів-кореспондентів та 80 іноземних членів.
Станом на 01.01.2024 загальна кількість працюючих у НАН України складала 24 980 осіб, у тому числі 13 444 наукові працівники, серед яких — 2 340 докторів наук та 6 333 кандидатів наук/докторів філософії. Середній вік наукових працівників на вказану дату становив 55,2 року, докторів наук — 65,1 років, кандидатів наук/докторів філософії — 51,3 року.

## Назва: хронологія змін
| НАЗВА                                                          | АБРЕВІАТУРА        | ПЕРІОД                         |
| -------------------------------------------------------------- | ------------------ | ------------------------------ |
| Українська академія наук                                       | УАН                | 1918, листопад — 1921, червень |
| Всеукраїнська академія наук                                    | ВУАН               | 1921, червень — 1935, квітень  |
| Українська академія наук                                       | УАН                | 1935, квітень — 1936, лютий    |
| Академія наук Української Соціалістичної Радянської Республіки | АН УСРР            | 1936, лютий — 1937, січень     |
| Академія наук Української Радянської Соціалістичної Республіки | АН УРСР            | 1937, січень — 1991, серпень   |
| Академія наук України                                          | АН України • АНУ   | 1991, серпень — 1994, березень |
| Національна академія наук України                              | НАН України • НАНУ | 1994, березень — дотепер       |

## Історія
Українську академію наук (УАН) засновано відповідно до указу гетьмана Павла Скоропадського 14 листопада 1918 року як самоврядну установу, що початково складалася із 45 наукових закладів та структур: 15 інститутів, 14 постійних комісій, 6 музеїв, 2 кабінетів, 2 лабораторій, ботанічного та акліматизаційного садів, астрономічної обсерваторії, біологічної станції, бібліотеки, друкарні та архіву. Видання академії повинні були друкуватися українською мовою. Статут підкреслював загальноукраїнський характер УАН: її дійсними членами могли бути не лише громадяни Української Держави, але й іноземні вчені українського походження, зокрема — з Галичини, Буковини та Закарпаття (власне іноземці теж могли обиратися академіками УАН, але — за рішенням не менш як 2/3 дійсних членів). Президію та перших академіків (по три на кожен з відділів, яких попервах налічувалося теж три: історико-філологічний, фізико-математичний, соціальних наук) призначив гетьманський уряд, а вже надалі вони самостійно повинні були формувати персональний склад академії шляхом періодичних виборів нових членів.

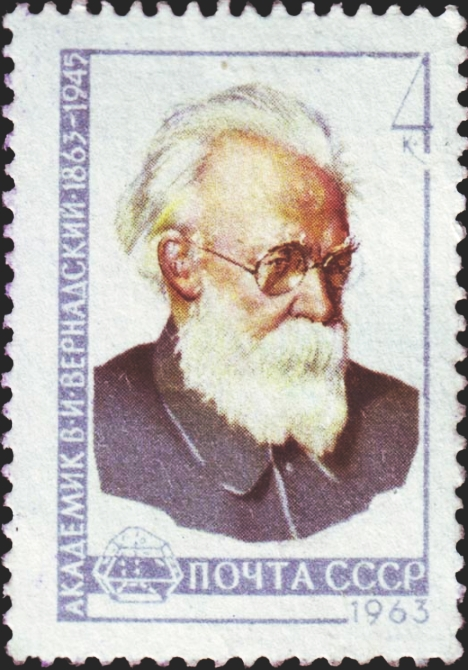
Володимир Вернадський — перший президент УАН

Перше спільне зібрання академії відбулося 27 листопада 1918 року. Відповідно, на ньому було обрано й першого президента УАН — Володимира Вернадського, неодмінним (вченим) секретарем — Агатангела Кримського.
На початку 1919 року новою — більшовицькою — владою факт заснування УАН було юридично підтверджено, визначено структуру і фінансування академії. Перше нерухоме майно вона отримала саме від більшовиків: 11 лютого 1919 року у київських газетах було оприлюднено наказ народного комісара освіти УСРР Володимира Затонського, згідно з яким садибу пансіону графині Левашової по вулиці Великій Володимирській (тепер — просто Володимирська), 54, «із усім приналежним рухомим майном» було передано академії без будь-якої грошової винагороди з боку останньої. 25 січня 1921 року спеціальною постановою Раднаркому УСРР «Про Українську академію наук» за підписом Християна Раковського колишній пансіон Левашової остаточно був затверджений у статусі академічної власності.
Декретом від 14 червня 1921 року Рада Народних Комісарів УСРР ухвалила «Положення про Всеукраїнську академію наук», відповідно до якого ВУАН визначалася найвищою науковою державною установою республіки і підпорядковувалася Наркомату освіти УСРР. Академія поділялася на три відділи, кожен з яких мав у своєму складі кафедри, інститути або комісії, які, своєю чергою, об'єднувалися у наукові центри навколо того чи іншого академіка ВУАН і, тим самим, сприяли зосередженню зусиль науковців довкола певного напрямку чи проблеми. Такі центри були автономними та самостійно визначали тематику своїх досліджень. Тобто, академія не мала жорсткої ієрархічної структури.
Таке становище зберігалося до кінця 1920-х років, поки радянський уряд, втрутившись у процедуру виборів керівництва академії, не прибрав тим самим залишки її автономії. 1934 року внаслідок реорганізації було фактично ліквідовано відділи ВУАН, а саму академію у лютому 1936 року — перейменовано в АН УСРР (з січня 1937 — АН УРСР). Згідно з новим Статутом вищим органом академії стали Загальні збори, основними осередками науково-дослідної роботи — наукові інститути. Де-факто після перейменування академія стала не національною, а — територіальною науковою установою. Її знову було поділено на три відділи: суспільних наук, математично-природничий (у 1938 році розділений на фізико-математичний і біологічний відділи) і технічний.
На початок 1941 року складі АН УРСР налічувалось 26 інститутів. У них працювало 3 092 співробітники, серед яких 60 академіків, 66 членів-кореспондентів, 164 доктори і 325 кандидатів наук. Інститути розміщувалися в Києві, Харкові, Дніпропетровську та Львові. Тематика наукових досліджень була зорієнтована на нові знання і допомогу в розв'язанні найважливіших проблем народногосподарського значення.
З початком Німецько-радянської війни 1941—1945 академічні інститути та інституції України було евакуйовано на схід СРСР. Більшість з них та Президія АН УРСР базувалися в Уфі, Інститут електрозварювання — у Нижньому Тагілі, частина установ — у Свердловську, Челябінську, Златоусті. Зусилля працівників академії були спрямовані, насамперед, на надання допомоги фронту і тилу.
У роки війни українські вчені зробили вагомий внесок у розроблення та впровадження прогресивних наукоємних технологій у літакобудуванні, двигунобудуванні, у дослідження проблем розвитку енергетичного господарства, паливно-енергетичного комплексу, мінерально-сировинних ресурсів, поліпшення методики лікування поранених тощо.
Зокрема, Інститут електрозварювання АН УРСР розробив і впровадив у виробництво новий метод зварювання танкових корпусів — під флюсом, що дало можливість докорінно змінити технологію виробництва танків і поставити їх випуск на потік. Увага вчених при цьому зосереджувалася на максимальному спрощенні виробничих процесів, оскільки основною робочою силою на виробництві були жінки, діти і люди похилого віку. Завдяки такому підходу колектив одного тільки заводу імені Комінтерну (Нижній Тагіл) виготовив 35 000 танків. Метод зварювання під флюсом впровадили у виробництво понад 40 підприємств СРСР. Зварювальними апаратами, виготовленими Інститутом електрозварювання, за роки війни було зварено 6 млн швів танкових корпусів.
У галузі охорони здоров'я вивчено дію цитотоксичної сироватки та застосовано її для прискорення загоєння ран, переломів, лікування септичних станів, боротьби організму з інфекціями.
У галузі мовознавства, літератури, історії надруковано значну кількість творів на теми оборони та посібників для закладів вищої освіти і початкових шкіл, зокрема, «Нарис з історії України», «Нарис про розвиток української культури», чотиритомний посібник з історії УРСР року. Значну роботу було проведено над словниками.
Із середини серпня 1943 року розпочалася поступова реевакуація керівних органів та установ АН УРСР, яка тривала до вересня 1944 року, коли було відновлено роботу Львівської філії АН УРСР. З цього моменту головні зусилля в роботі академії спрямовувались, насамперед, на прискорене розв'язання затриманих війною важливих, вузлових для кожної науки фундаментальних досліджень. Чимало часу і зусиль витрачалося також на відновлення робочих приміщень, лабораторно-експериментальної бази, повернення бібліотечних, музейних фондів та колекцій, поповнення наукового складу.
Впродовж 1946—1950 років відбулось збільшення загальної кількості установ академії — на кінець 1950 року їх налічувалось 68 (51 науково-дослідна і 17 допоміжних); відповідно збільшилась і кількість наукових співробітників.
Період 1951—1955 років в історії АН УРСР характеризується виокремленням декількох нових наукових напрямів — радіофізики і електроніки, фізики металів і сплавів, кібернетики, фізико-хімічної механіки твердих тіл, хімії високомолекулярних сполук.
До 1960 року були створені 20 нових академічних інститутів. У 1954 році засновано Кримський філіал АН УРСР, у 1965 — створено Донецький науковий центр АН УРСР, трохи згодом — Західний, Харківський, Південний та Дніпропетровський центри.
Впродовж 1956—1960 років академічними установами закладено фундамент для розвитку нових теоретичних та експериментальних досліджень в галузі фізики напівпровідників і напівпровідникових приладів: у сфері низькотемпературної електроніки, магнетизму, резонансних явищ у твердих тілах, електропровідності та надпровідності, пластичності та міцності твердих тіл, термодинамічних властивостей зріджених газів та фізичних процесів розділення газових сумішей; в галузі теоретичної радіотехніки, створенні радіотехнічних приладів, а також з питань теоретичної та прикладної геофізики.
Впродовж 1961—1965 років відбувалося посилення фундаментальних досліджень, впровадження наукових здобутків у практику, розширення використання новітніх методів дослідження у соціогуманітарних науках, суттєві зміни академічної структури, урізноманітнення географії та форм міжнародних зв'язків АН УРСР, масштабне будівництво академічних комплексів.
Так, у 1961 році Обчислювальний центр АН УРСР було реорганізовано в Інститут кібернетики, який став авторитетним осередком розроблення теорії цифрових автоматів.
У 1960-ті роки лідерські позиції в матеріалознавстві продовжував посідати Інститут електрозварювання імені Є. О. Патона, на базі якого виконувався комплекс теоретичних і прикладних досліджень процесів зварювання в умовах, подібних до космічних.
У 1963 році система науково-дослідних інститутів та інших установ АН УРСР мала таку організаційну структуру: три секції, що об'єднували дев'ять відділів (згодом — відділень).
Станом на 1977 рік в АН УРСР налічувалися 121 академік і 175 членів-кореспондентів. Три її секції охоплювали 11 відділів і 82 наукові установи.
У 1980-х роках більшість наукових співробітників Академії була зосереджена у Секції фізико-технічних і математичних наук (у 1986 році — 76 % співробітників), решта — у Секції хіміко-технологічних і біологічних наук (19 %) та Секції суспільних наук (5 %). Загальна кількість наукових співробітників зросла до 15 340. Втім, поруч із прогресом у фізичних і технічних науках відбувалося фальшування історії АН УРСР, приховувалися з ідеологічних причин імена видатних науковців.
Після досягнення незалежності України академія постала перед значними фінансовими труднощами. Неможливість купувати обладнання і реактиви, низька оплата роботи науковця, відсутність держзамовлення для практично-орієнтованих досліджень спонукала тисячі співробітників НАН залишити Україну чи науку. З іншого боку, перед вченими, особливо в галузі гуманітарних наук, розкрилися великі перспективи творчої праці. Юристи, історики, соціологи, економісти взяли активну участь у процесах державотворення. Якісно поліпшилися умови спілкування і взаємодії вчених із колегами за кордоном.
У період незалежної України світового значення набули фундаментальні здобутки за низкою напрямів математики, механіки, кібернетики, фізики високих енергій та астрофізики, теоретичної фізики, фізики твердого тіла, фізики плазми, неорганічної та органічної хімії, молекулярної біології та генетики, космічних досліджень, матеріалознавства тощо. Активно розвиваються й прикладні дослідження. Сьогодні академічна спільнота активно долучилася до дослідження проблем, пов'язаних з епідемією коронавірусу, а також — на здійснення розробок, спрямованих на задоволення потреб національного оборонно-промислового комплексу

### Емблема (логотип)

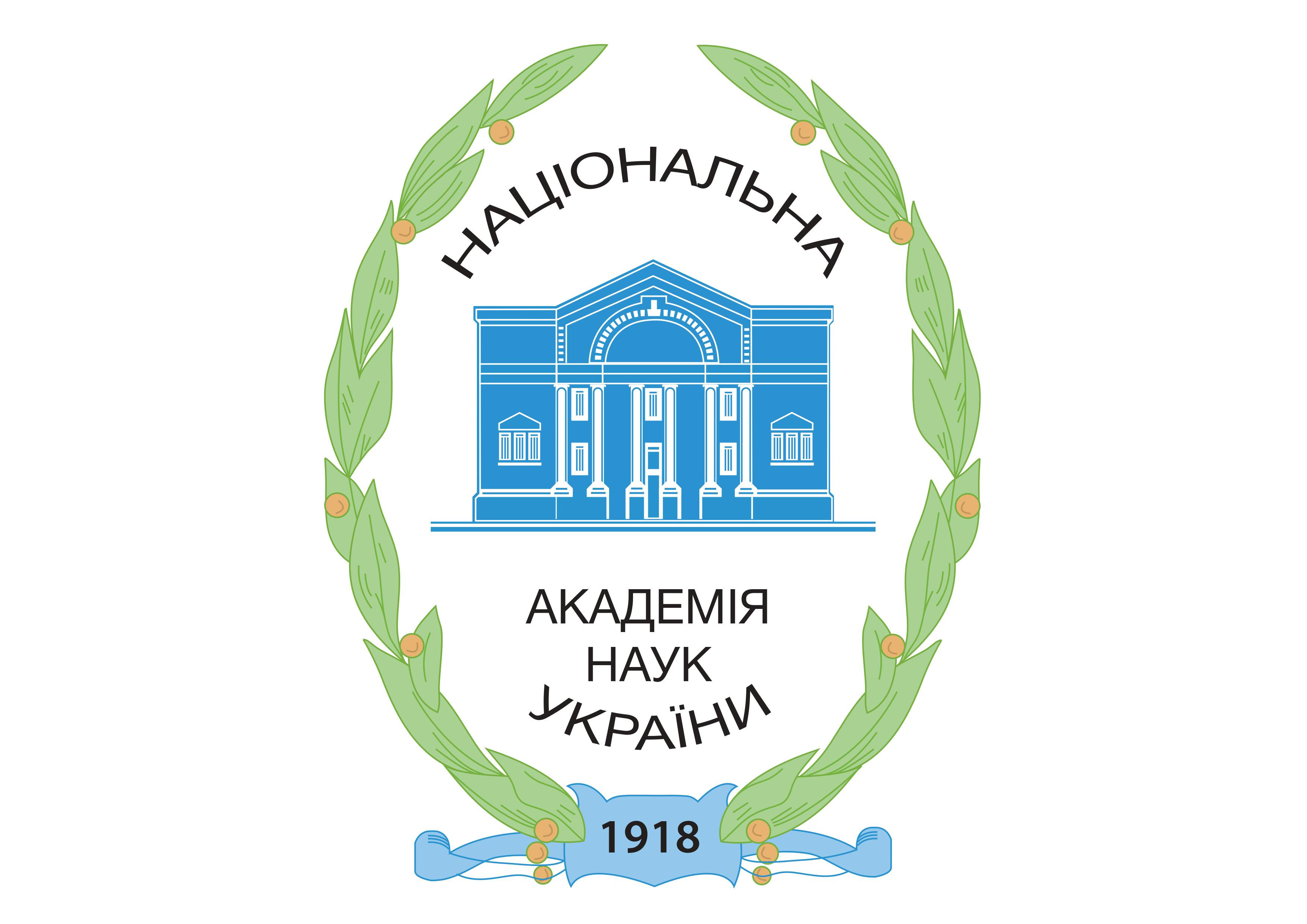
Офіційний логотип НАН України

У НАН України є офіційна емблема (логотип): у овальному лавровому обрамленні картуша внизу написано дату заснування академії — 1918. В середині картуша розміщено графічне зображення Великого конференц-залу НАН України та її назва великими літерами — НАЦІОНАЛЬНА — над зображенням Конференц-залу, АКАДЕМІЯ НАУК УКРАЇНИ — під його зображенням.
У період 2019-2024 років НАН України особливо швидко втрачала кадровий потенціал, зокрема спостерігалося суттєве зниження числа молодих вчених.

## Органи управління та структура

### Загальні збори
Найвищим органом самоврядування Національної академії наук України є Загальні збори НАН України (далі — Загальні збори), що складаються з дійсних членів (академіків) та членів-кореспондентів НАН України. У сесіях Загальних зборів (крім розгляду питань, пов'язаних з виборами дійсних членів, членів-кореспондентів та іноземних членів НАН України) беруть участь з правом ухвального голосу наукові працівники, делеговані трудовими колективами наукових установ НАН України, з правом дорадчого голосу — іноземні члени, керівники наукових установ НАН України та представники наукової громадськості. На Загальних зборах розглядаються найважливіші питання, що стосуються завдань НАН України, визначаються пріоритетні напрями діяльності академії.
Загальні збори обирають Президента та Президію НАН України.

### Президент
Президент Національної академії наук України обирається Загальними зборами з числа дійсних членів НАН України таємним голосуванням простою більшістю голосів. Його правовий статус регулюється Статутом НАН України.
Чинним президентом НАН України є доктор фізико-математичних наук (1991), професор (1998), академік НАН України (2006) Анатолій Глібович Загородній, котрий був обраний очільником академії 9 жовтня 2020 року.
В цілому ж впродовж часу існування академії на посаді її президента побувало дев'ятеро осіб:
| 1. | Вернадський Володимир Іванович     | 1918, 27 листопада — 1921, 9 травня  |
| 2. | Василенко Микола Прокопович        | 1921, 18 липня — 1922, 27 лютого     |
| 3. | Левицький Орест Іванович           | 1922, 27 березня — 1922, 9 травня    |
| 4. | Липський Володимир Іполитович      | 1922, 12 червня — 1928, 3 травня     |
| 5. | Заболотний Данило Кирилович        | 1928, 3 травня — 1929, 15 грудня     |
| 6. | Богомолець Олександр Олександрович | 1930, 17 липня — 1946, 19 липня      |
| 7. | Палладін Олександр Володимирович   | 1946, 21 листопада — 1962, 27 лютого |
| 8. | Патон Борис Євгенович              | 1962, 27 лютого — 2020, 19 серпня    |
| 9. | Загородній Анатолій Глібович       | 2020, 9 жовтня — дотепер             |

### Президія: персональний склад
У період між сесіями Загальних зборів керівництво роботою Національної академії наук України здійснює Президія НАН України, яка обирається Загальними зборами терміном на 5 років.
До складу чинної Президії НАН України, вибори до якої відбулися у жовтні 2020 року, входить 33 особи:
| Президент НАН України                                           |                                   |                                                         |
| 1.                                                              | Загородній Анатолій Глібович      | Загородній Анатолій Глібович                            |
| Перший віцепрезидент НАН України                                |                                   |                                                         |
| 2.                                                              | Горбулін Володимир Павлович       | Горбулін Володимир Павлович                             |
| Віцепрезиденти НАН України                                      |                                   |                                                         |
| 3.                                                              | Богданов Вячеслав Леонідович      | Богданов Вячеслав Леонідович                            |
| 4.                                                              | Кошечко В'ячеслав Григорович      | Кошечко В'ячеслав Григорович                            |
| 5.                                                              | Пирожков Сергій Іванович          | Пирожков Сергій Іванович                                |
| 6.                                                              | Рафальський Олег Олексійович      | Рафальський Олег Олексійович                            |
| Академіки-секретарі відділень НАН України                       |                                   |                                                         |
| 7.                                                              | Булат Анатолій Федорович          | Відділення механіки і проблем машинознавства            |
| 8.                                                              | Картель Микола Тимофійович        | Відділення хімії                                        |
| 9.                                                              | Кириленко Олександр Васильович    | Відділення енергетики та енергетичних технологій        |
| 10.                                                             | Комісаренко Сергій Васильович     | Відділення біохімії, фізіології і молекулярної біології |
| 11.                                                             | Крівцун Ігор Віталійович          | Відділення наук про матеріали                           |
| 12.                                                             | Лібанова Елла Марленівна          | Відділення економіки                                    |
| 13.                                                             | Локтєв Вадим Михайлович           | Відділення фізики і астрономії                          |
| 14.                                                             | Нікітін Анатолій Глібович         | Відділення математики                                   |
| 15.                                                             | Пономаренко Олександр Миколайович | Відділення наук про Землю                               |
| 16.                                                             | Радченко Володимир Григорович     | Відділення загальної біології                           |
| 17                                                              | Скрипник Ганна Аркадіївна         | Відділення літератури, мови та мистецтвознавства        |
| 18.                                                             | Смолій Валерій Андрійович         | Відділення історії, філософії та права                  |
| 19.                                                             | Хіміч Олександр Миколайович       | Відділення інформатики                                  |
| 20.                                                             | Шульга Микола Федорович           | Відділення ядерної фізики та енергетики                 |
| Голови регіональних наукових центрів НАН України та МОН України |                                   |                                                         |
| 21.                                                             | Буркинський Борис Володимирович   | Південний науковий центр                                |
| 22.                                                             | Назарчук Зіновій Теодорович       | Західний науковий центр                                 |
| 23.                                                             | Семиноженко Володимир Петрович    | Північно-Східний науковий центр                         |
| 24.                                                             | Устименко Володимир Анатолійович  | Донецький науковий центр                                |
| Члени Президії НАН України                                      |                                   |                                                         |
| 25.                                                             | Губерський Леонід Васильович      | Губерський Леонід Васильович                            |
| 26.                                                             | Згуровський Михайло Захарович     | Згуровський Михайло Захарович                           |
| 27.                                                             | Копиленко Олександр Любимович     | Копиленко Олександр Любимович                           |
| 28.                                                             | Кремень Василь Григорович         | Кремень Василь Григорович                               |
| 29.                                                             | Кушнір Роман Михайлович           | Кушнір Роман Михайлович                                 |
| 30.                                                             | Наумовець Антон Григорович        | Наумовець Антон Григорович                              |
| 31.                                                             | Харченко Валерій Володимирович    | Харченко Валерій Володимирович                          |
| 32.                                                             | Цимбалюк Віталій Іванович         | Цимбалюк Віталій Іванович                               |
| 33.                                                             | Яцків Ярослав Степанович          | Яцків Ярослав Степанович                                |

У засіданнях Президії НАН України також беруть участь з правом дорадчого голосу 7 виконуючих обов'язки члена Президії та 11 радників Президії:
| В. о. членів Президії НАН України |                                |
| 1.                                | Антонюк Олександра Вікторівна  |
| 2.                                | Гадзало Ярослав Михайлович     |
| 3.                                | Довгий Станіслав Олексійович   |
| 4.                                | Журавель Володимир Андрійович  |
| 5.                                | Петришин Олександр Віталійович |
| 6.                                | Сидоренко Віктор Дмитрович     |
| 7.                                | Чебикін Андрій Володимирович   |
| Радники Президії НАН України      |                                |
| 8.                                | Андон Пилип Іларіонович        |
| 9.                                | Геєць Валерій Михайлович       |
| 10.                               | Жулинський Микола Григорович   |
| 11.                               | Лобанов Леонід Михайлович      |
| 12.                               | Мельничук Дмитро Олексійович   |
| 13.                               | Моргун Володимир Васильович    |
| 14.                               | Онищенко Олексій Семенович     |
| 15.                               | Походенко Віталій Дмитрович    |
| 16.                               | Сергієнко Іван Васильович      |
| 17.                               | Стогній Борис Сергійович       |
| 18.                               | Шемшученко Юрій Сергійович     |

### Структура
Структура НАН України складається з Президії, апарата Президії НАН України, секцій, відділень, регіональних наукових центрів, які координують діяльність науково-дослідних інститутів та інших наукових установ, закладів вищої освіти, організацій, підприємств, а також об'єктів соціальної сфери, що забезпечують діяльність НАН України і перебувають у її віданні.
Станом на 06 вересня 2024 року у структурі НАН України функціонувало три секції, які об'єднували 14 відділень академії:
- Секція фізико-технічних наук
  - Відділення математики
  - Відділення інформатики
  - Відділення механіки і проблем машинознавства
  - Відділення фізики і астрономії
  - Відділення наук про Землю
  - Відділення наук про матеріали
  - Відділення енергетики та енергетичних технологій
  - Відділення ядерної фізики та енергетики
- Секція хіміко-технологічних і біологічних наук
  - Відділення хімії
  - Відділення біохімії, фізіології і молекулярної біології
  - Відділення загальної біології
- Секція суспільних наук
  - Відділення економіки
  - Відділення історії, філософії та права
  - Відділення літератури, мови та мистецтвознавства

Основною ланкою структури НАН України є науково-дослідні інститути та інші наукові установи (обсерваторії, ботанічні сади, дендропарки, заповідники, бібліотеки, музеї, науково-технічні, технологічні комплекси тощо).
В структурі НАН України діють національні заклади:
- Львівська національна наукова бібліотека України імені В. Стефаника
- Національний центр «Мала академія наук України».
- Національна бібліотека України імені В. Вернадського
- Національний ботанічний сад імені М. Гришка
- Національний дендрологічний парк «Софіївка»
- Національний історико-археологічний заповідник «Ольвія»
- Національний науково-природничий музей
- Національний науковий центр «Харківський фізико-технічний інститут»

Також до структури академії входять підприємства дослідно-виробничої бази (дослідні підприємства, конструкторсько-технологічні організації, обчислювальні центри).
В основу регіональної структури НАН України покладено п'ять регіональних наукових центрів подвійного (спільно з Міністерством освіти і науки України) підпорядкування:
- Донецький (Покровськ)
- Західний (Львів)
- Південний (Одеса)
- Північно-Східний (Харків)
- Придніпровський (Дніпро), а також — * Центр оцінювання діяльності наукових установ та наукового забезпечення розвитку регіонів (Київ).

Статутну діяльність Кримського наукового центру (Сімферополь) та його фінансування з бюджету НАН України призупинено у 2014 році.

## Фінансування
Фінансово-економічною основою діяльності НАН України є фінансування з Державного бюджету України, у якому щороку окремим рядком визначаються кошти на забезпечення діяльності академії. Бюджетне фінансування наукової та науково-технічної діяльності НАН України за рахунок коштів загального фонду державного бюджету спрямовується на забезпечення основної діяльності наукових установ НАН України та на виконання окремих наукових і науково-технічних програм, проєктів і надання грантів.
Бюджет НАН України на 2024 рік відповідно до профільного законодавства складає 5 827 352 600 гривень, у тому числі на науково-технічну діяльність установ НАН України виділено 4 941 622 000 гривень й на підтримку розвитку пріоритетних напрямів наукових досліджень — 534 701 800 гривень.

## Наукові школи
За час діяльності НАН України в її середовищі сформувалася низка наукових шкіл світового та європейського значення. Зокрема у:
- біології та медицині (фундатори — Олександр Богомолець, Данило Заболотний, Володимир Моргун, Володимир Філатов, Микола Холодний, Іван Шмальгаузен)
- геології (Павло Тутковський)
- економіці (Костянтин Воблий, Михайло Птуха)
- електрозварюванні (Євген Патон)
- історії (Михайло Грушевський, Дмитро Яворницький)
- кібернетиці (Віктор Глушков)
- літературознавстві (Олександр Білецький, Сергій Єфремов)
- математиці (Микола Боголюбов, Дмитро Граве, Микола Крилов)
- механіці (Олександр Динник, Михайло Лаврентьєв)
- мовознавстві (Леонід Булаховський)
- сходознавстві (Агатангел Кримський)
- фізиці (Олександр Ахієзер, Семен Брауде, Олександр Давидов, Вадим Лашкарьов, Антоніна Прихотько, Кирило Синельников, Олександр Усиков, Лев Шубников)
- хімії (Олександр Бродський, Антон Думанський, Лев Писаржевський)[21]

## Видавництва та видання
В структурі НАН України працюють два видавництва, на які припадає 10–12% щорічної книжкової продукції академії:
- Наукова думка (повна юридична назва — Державне підприємство "Науково-виробниче підприємство «Видавництво „Наукова думка“ НАН України»")
- Академперіодика, Видавничий дім.

«Наукова думка» у 2020 році випустила у світ 29 назв наукових видань загальним обсягом понад 660 обліково-видавничих аркушів, підготовлених працівниками НАН України.
«Академперіодикою» тоді ж здійснено 301 випуск 54 академічних журналів загальним накладом 42 000 примірників та обсягом понад 3 500 обліково-видавничих аркушів, зокрема — 238 випусків 42 періодичних видань за «Програмою підтримки журналів НАН України», серед яких — єдиний вітчизняний академічний науково-популярний журнал «Світогляд». Окрім того, випущено 25 назв наукових видань сукупним обсягом 650 обліково-видавничих аркушів і накладом 5 700 примірників.
«Академперіодика» також видає загальноакадемічні журнали НАН України:
- Science and innovations
- Вісник НАН України
- Доповіді НАН України
- Космічна наука і технологія.

Іншими установами НАН України впродовж 2020 року сукупно видано 372 назви наукових монографій, 105 назв збірників наукових праць, 272 назви навчальної, довідкової, енциклопедичної, художньої та науково-популярної літератури. Загальна кількість статей науковців академії у періодичних виданнях становить 15 300. За кордоном опубліковано 66 (18%) назв наукових книг та майже 4 900 (32%) статей у періодичних виданнях.
Поточні праці науковців у 2020 році було опубліковано у 86 наукових журналах НАН України, а також — у збірниках наукових праць, інших періодичних і серійних книжкових виданнях. 16 наукових журналів НАН України перекладено і видано англійською мовою закордонними видавцями; ще 10 журналів англійською мовою академічні наукові установи видають в Україні власними силами.

## Нагороди та відзнаки
Національна академія наук України має власну систему нагород та заохочувальних відзнак, які мають таку ієрархію (від найвищої нагороди — за спаданням):
- Золота медаль імені В. І. Вернадського НАН України
- Золота медаль імені Б. Є. Патона НАН України
- Іменні премії НАН України, що засновані на честь видатних вітчизняних науковців (81 позиція)
- Премія для молодих учених і студентів вищих навчальних закладів за кращі наукові роботи
- Відзнаки (6 позицій)
- Почесні звання (2 позиції)
- Гранти та стипендії (4 позиції)

### Золота медаль імені В.І.Вернадського
Золота медаль імені В. І. Вернадського є найвищою відзнакою НАН України. ЇЇ присуджують за видатні досягнення в природничих, технічних та соціогуманітарних науках. Заснована у 2003 році з нагоди 85-річчя створення НАН України. Названа на честь першого президента академії Володимира Вернадського, в день народження якого — 12 березня — щороку визначаються двоє чергових володарів нагороди (один вітчизняний вчений та один представник наукового зарубіжжя).
Медаль присуджують лише персонально — окремим особам — як за індивідуальні наукові досягнення, так і за сукупність наукових праць. Одна і та ж особа не може бути удостоєна Золотої медалі імені В. Вернадського більше, ніж один раз. Нагорода не надається посмертно, окрім випадку, коли лауреат помер вже після прийняття рішення про його нагородження.

### Золота медаль імені Б.Є.Патона
Золота медаль імені Б. Є. Патона Національної академії наук України заснована 7 вересня 2020 року з метою увічнення пам'яті академіка та багатолітнього (з 1962 по 2020) президента НАН України Бориса Патона.
Її присуджують за видатні досягнення у створенні інноваційних науково-технічних розробок, які знайшли широке практичне застосування.
Перших вчених, удостоєних Золотої медалі імені Б. Є. Патона, було визначено на засіданні Президії НАН України 23 листопада 2022 року, а нагороджено — на сесії Загальних зборів НАН України 27 квітня 2023 року. Ними стали:
- Леонід Лобанов, академік НАН України, заступник директора з наукової роботи Інституту електрозварювання імені Є. О. Патона НАН України: «За створення технологій бездеформаційного зварювання виробів ракетно-космічної техніки та розроблення й впровадження методів лазерної інтерферометрії для оцінювання якості зварних з'єднань»;
- Олег Коростельов, член-кореспондент НАН України, генеральний директор Державного підприємства "Державне Київське конструкторське бюро «Луч»: «За розроблення та організацію серійного виробництва новітніх зразків озброєння і військової техніки»[28][29].

### Премії імені видатних вчених України (Іменні премії)
Премії присуджує Національна академія наук України на підставі проведених у відповідних відділеннях академії конкурсів. Преміями імені видатних вчених України відзначають науковців, котрі опублікували впродовж певного періоду кращі в своїх галузях (напрямах) наукові праці, здійснили винаходи і відкриття, що мають важливе значення для розвитку науки і економіки України. Перша з цих премій — імені Олександра Богомольця — була заснована у 1946 році (вперше вручена лише у 1954 році за підсумками 1953 року). Премії присуджують щорічно, проте — з різною періодичністю (переважно раз на 2–3 роки), але — з однаковим формулюванням: «За видатні наукові роботи (досягнення)…». Різниця — у відповідних наукових галузях та напрямах (див. таблицю).
| №   | Назва премії                                                                         | Наукова галузь (напрям)                                                        | Рік заснування |
| --- | ------------------------------------------------------------------------------------ | ------------------------------------------------------------------------------ | -------------- |
| 1.  | Премія імені М. М. Амосова (Відділення біохімії, фізіології і молекулярної біології) | Кардіохірургія, судинна хірургія, трансплантологія                             | 2003           |
| 2.  | Премія імені М. М. Амосова (Відділення інформатики)                                  | Біокібернетика, штучний інтелект, інформаційні технології                      | 2003           |
| 3.  | Премія імені О. К. Антонова                                                          | Технічна механіка, літакобудування                                             | 1997           |
| 4.  | Премія імені О. І. Ахієзера                                                          | Теоретична фізика, фізика плазми                                               | 2018           |
| 5.  | Премія імені М. П. Барабашова                                                        | Фізика планет, зірок і галактик                                                | 1987           |
| 6.  | Премія імені М. М. Боголюбова                                                        | Математика, теоретична фізика                                                  | 1992           |
| 7.  | Премія імені О. О. Богомольця                                                        | Фізіологія, патофізіологія                                                     | 1946           |
| 8.  | Премія імені С. Я. Брауде                                                            | Радіофізика, радіоастрономія                                                   | 2007           |
| 9.  | Премія імені О. І. Бродського                                                        | Теорія хімічної будови, кінетика, реакційна здатність                          | 1997           |
| 10. | Премія імені М. П. Василенка                                                         | Держава і право України                                                        | 1991           |
| 11. | Премія імені В. І. Вернадського                                                      | Геологія, геофізика, гідрофізика                                               | 1972—2007      |
| 12. | Премія імені Б. І. Вєркіна                                                           | Фізика низьких температур, техніка низьких температур                          | 1997           |
| 13. | Премія імені Д. В. Волкова                                                           | Теорія ядра, фізика високих енергій                                            | 2007           |
| 14. | Премія імені Г. А. Гамова                                                            | Теорія фундаментальних взаємодій, астрофізика, космологія                      | 2021           |
| 15. | Премія імені С. М. Гершензона                                                        | Молекулярна біологія, молекулярна генетика, молекулярна біофізика              | 2003           |
| 16. | Премія імені В. М. Глушкова                                                          | Кібернетика, теорія обчислювальних систем                                      | 1982           |
| 17. | Премія імені М. С. Грушевського                                                      | Історична україністика, соціологія                                             | 1990           |
| 18. | Премія імені О. С. Давидова                                                          | Теоретична фізика, біологічна фізика                                           | 1997           |
| 19. | Премія імені О. М. Динника                                                           | Механіка, машинобудування                                                      | 1972           |
| 20. | Премія імені М. М. Доброхотова                                                       | Металургія, матеріалознавство                                                  | 1997           |
| 21. | Премія імені А. О. Дородніцина                                                       | Комп'ютерна математика, обчислювальна техніка                                  | 2007           |
| 22. | Премія імені Д. К. Заболотного                                                       | Мікробіологія, вірусологія, епідеміологія                                      | 1967           |
| 23. | Премія імені Р. Є. Кавецького                                                        | Експериментальна онкологія                                                     | 2000           |
| 24. | Премія імені Г. В. Карпенка                                                          | Фізико-хімічна механіка матеріалів, матеріалознавство                          | 1987           |
| 25. | Премія імені А. І. Кіпріанова                                                        | Органічна хімія, хімія високомолекулярних сполук, хімічна технологія           | 1987           |
| 26. | Премія імені Ф. М. Колесси                                                           | Українська фольклористика, етнологія, народознавство, музикологія              | 1997           |
| 27. | Премія імені В. П. Комісаренка                                                       | Патофізіологія, ендокринологія                                                 | 1996           |
| 28. | Премія імені М. І. Костомарова                                                       | Історія, історичне джерелознавство                                             | 1992           |
| 29. | Премія імені П. Г. Костюка                                                           | Фізіологія, біофізика, нейрофізіологія                                         | 2012           |
| 30. | Премія імені М. Г. Крейна                                                            | Функціональний аналіз, теорія функцій                                          | 2007           |
| 31. | Премія імені М. М. Крилова                                                           | Нелінійна механіка, прикладна математика                                       | 1964           |
| 32. | Премія імені А. Ю. Кримського                                                        | Сходознавство                                                                  | 1990           |
| 33. | Премія імені Г. В. Курдюмова                                                         | Фізика металів, фізичне матеріалознавство                                      | 1997           |
| 34. | Премія імені М. О. Лаврентьєва                                                       | Математика                                                                     | 1997           |
| 35. | Премія імені Є. К. Лазаренка                                                         | Мінералогія, кристалографія, петрографія                                       |                |
| 36. | Премія імені В. Є. Лашкарьова                                                        | Фізика напівпровідників, напівпровідникове приладобудування                    | 1997           |
| 37. | Премія імені С. О. Лебедєва                                                          | Обчислювальна техніка, приладобудування                                        | 1976           |
| 38. | Премія імені О. І. Лейпунського                                                      | Ядерна енергетика                                                              | 2007           |
| 39. | Премія імені Д. З. Мануїльського                                                     | Історія, філософія, держава, право                                             | 1972-1992      |
| 40. | Премія імені І. І. Мечникова                                                         | Мікробіологія, імунологія, геронтологія                                        | 1995           |
| 41. | Премія імені Ю. О. Митропольського                                                   | Математика, нелінійна механіка                                                 | 2009           |
| 42. | Премія імені В. С. Михалєвича                                                        | Інформатика, теорія оптимізації, системний аналіз                              | 2007           |
| 43. | Премія імені Н. Д. Моргуліса                                                         | Фізика поверхні, фізична електроніка, наноелектроніка                          | 2007           |
| 44. | Премія імені З. І. Некрасова                                                         | Металургія                                                                     | 1997           |
| 45. | Премія імені М. В. Остроградського                                                   | Математика, математичні проблеми механіки                                      | 1997           |
| 46. | Премія імені О. В. Палладіна                                                         | Біохімія, молекулярна біологія                                                 | 1973           |
| 47. | Премія імені Є. О. Патона                                                            | Металознавство                                                                 | 1964           |
| 48. | Премія імені С. І. Пекаря                                                            | Теорія твердого тіла                                                           | 1997           |
| 49. | Премія імені Г. С. Писаренка                                                         | Міцність матеріалів і конструкцій                                              | 2007           |
| 50. | Премія імені Л. В. Писаржевського                                                    | Хімія, хімічна технологія                                                      | 1964           |
| 51. | Премія імені О. В. Погорєлова                                                        | Геометрія, топологія                                                           | 2007           |
| 52. | Премія імені О. О. Потебні                                                           | Мовознавство, філософія, мова, народна творчість                               | 1997           |
| 53. | Премія імені І. К. Походні                                                           | Прикладне матеріалознавство                                                    | 2015           |
| 54. | Премія імені А. Ф. Прихотько                                                         | Лазерна фізика, оптика, кристалографія                                         | 1997           |
| 55. | Премія імені Г. Ф. Проскури                                                          | Енергетика                                                                     | 1974           |
| 56. | Премія імені М. В. Птухи                                                             | Економіка, демографія, демографічна статистика                                 | 1997           |
| 57. | Премія імені І. П. Пулюя                                                             | Прикладна фізика                                                               | 1997           |
| 58. | Премія імені Л. П. Симиренка                                                         | Садівництво, дендробіологія, квітникарство                                     | 1980           |
| 59. | Премія імені К. Д. Синельникова                                                      | Ядерна фізика                                                                  | 1974           |
| 60. | Премія імені М. Д. Стражеска                                                         | Внутрішні хвороби, кардіологія                                                 | 1991           |
| 61. | Премія імені С. І. Субботіна                                                         | Геофізика, гідрофізика, наукове приладобудування, метрологія, фізика атмосфери | 1997           |
| 62. | Премія імені С. П. Тимошенка                                                         | Теоретична механіка, прикладна механіка                                        | 1997           |
| 63. | Премія імені В. І. Толубинського                                                     | Теплофізика, теплотехніка                                                      | 1997           |
| 64. | Премія імені В. І. Трефілова                                                         | Фізика міцності, пластичність матеріалів                                       | 2002           |
| 65. | Премія імені М. І. Туган-Барановського                                               | Економіка                                                                      | 1992           |
| 66. | Премія імені П. А. Тутковського                                                      | Геологія, географія, океанологія, геоекологія, кліматологія, метеорологія      | 2007           |
| 67. | Премія імені Є. П. Федорова                                                          | Теоретична астрономія, прикладна астрономія                                    | 1999           |
| 68. | Премія імені І. Я. Франка                                                            | Філологія, етнологія, мистецтвознавства                                        | 1979           |
| 69. | Премія імені І. М. Францевича                                                        | Фізичне матеріалознавство                                                      | 1987           |
| 70. | Премія імені М. Г. Холодного                                                         | Ботаніка, фізіологія рослин, екологія рослин                                   | 1972           |
| 71. | Премія імені В. М. Хрущова                                                           | Електроенергетика, електротехніка                                              | 1997           |
| 72. | Премія імені В. Ю. Чаговця                                                           | Фундаментальна фізіологія, прикладна фізіологія                                | 2013           |
| 73. | Премія імені Д. Ф. Чеботарьова                                                       | Геронтологія, геріатрія                                                        | 2008           |
| 74. | Премія імені Д. І. Чижевського                                                       | Філософія                                                                      | 1997           |
| 75. | Премія імені О. Г. Шліхтера                                                          | Економіка                                                                      | 1972-1992      |
| 76. | Премія імені І. І. Шмальгаузена                                                      | Зоологія, морфологія, філогенія, екологія тварин, біоніка                      | 1993           |
| 77. | Премія імені Ф. І. Шміта                                                             | Мистецтвознавство, культурологія                                               | 2007           |
| 78. | Премія імені Л. В. Шубникова                                                         | Експериментальна фізика                                                        | 2001           |
| 79. | Премія імені В. Я. Юр'єва                                                            | Генетика                                                                       | 1964           |
| 80. | Премія імені М. К. Янгеля                                                            | Прикладна механіка, технічна механіка, ракетно-космічна техніка                | 1977           |
| 81. | Премія імені Ф. Г. Яновського                                                        | Терапія, клінічна бактеріологія, імунологія                                    | 1993           |

### Премія для молодих учених і студентів вищих навчальних закладів за кращі наукові роботи
Президія НАН України щороку (у лютому) присуджує 14 премій для молодих учених і стільки ж — для студентів закладів вищої освіти. Премії надаються окремим авторам або колективам авторів в галузях природничих, технічних і соціогуманітарних наук за кращі наукові роботи, а також — за серії наукових робіт з єдиної тематики, за відкриття та винаходи.
Колектив, висунутий на нагородження, повинен включати лише основних авторів, чий внесок був найвагомішим, і складатися не більш як з трьох осіб.
Особам, удостоєним премій, на загальних зборах відповідного відділення НАН України вручаються дипломи встановленого зразка.
На конкурс не приймаються збірники наукових робіт різних авторів, а також роботи, які раніше були відзначені преміями НАН України, галузевих академій або спеціальних премій інших відомств, які присуджують на конкурсній основі.

### Відзнаки
У відомчій нагородній системі НАН України існують також шість персональних заохочувальних відзнак (нагрудних знаків). П'ять із них засновані у 2005 році, Пам'ятна відзнака на честь 100-річчя Національної академії наук України — у 2018.
- Відзнака «За наукові досягнення». Присвоюється за визначні досягнення у розвиткові фундаментальних і прикладних наукових досліджень, підвищенні міжнародного авторитету вітчизняної науки і її провідних шкіл, реалізації соціальної і економічної політики держави, у розробці й впровадженні нових наукових рішень, ефективних технологій та зміцненні науково-технічного потенціалу України вагомими здобутками.[31]
- Відзнака «За професійні здобутки». Присвоюється за довголітню сумлінну працю, зразкове виконання посадових обов'язків, високу професійну майстерність та вагомий особистий внесок у забезпечення наукових досліджень.[32]
- Відзнака «За сприяння розвитку науки». Присвоюється за вагоме сприяння розвиткові наукових досліджень, вирішенню найважливіших наукових і науково-технічних проблем, впровадженню результатів досліджень у практику, підготовці та вихованню наукових кадрів, а також — за благодійну, меценатську та гуманітарну діяльність у галузі науки, освіти, культури, мистецтва та охорони здоров'я.[33]
- Відзнака «За підготовку наукової зміни». Присвоюється за вагомий особистий внесок у виховання молодих наукових кадрів, заснування або розвиток провідних наукових шкіл, активну педагогічну діяльність, роботу з аспірантами і докторантами, дієву участь у заходах з інтеграції науки і освіти, поєднання навчального процесу з науково-дослідною роботою.[34]
- Відзнака для молодих учених «Талант, натхнення, праця». Присвоюється молодим вченим за особисті здобутки — наукові праці, відкриття та винаходи, що мають важливе значення для науки і практики і свідчать про високий творчий потенціал.[35]
- Пам'ятна відзнака на честь 100-річчя Національної академії наук України. Присвоюється за досягнення у реалізації соціальної і економічної політики держави, розроблення новітніх наукових рішень і ефективних технологій та їх впровадження у економіку та соціальну сферу держави, підготовку і виховання наукових кадрів, зміцнення міжнародного авторитету вітчизняної науки та самовіддану сумлінну працю.[36]

### Почесні звання
- Почесний доктор НАН України. Звання започатковане у 1998 році з метою вшанування видатних діячів світової науки, культури, державних та громадських діячів. Його присуджують за вагомий внесок у розвиток науки, суспільний прогрес, забезпечення миру, взаєморозуміння й співробітництва між народами.[37]
- Почесний директор. Звання започатковане у 2016 році. Його може бути удостоєний дійсний член (академік) НАН України, котрий досягнув 65-річного віку та тривалий час очолював ту чи іншу науково-дослідну установу НАН України, яка під його керівництвом посідала провідне місце у певній галузі науки (на момент здійснення відповідного подання претендент на звання та статус почесного директора вже не повинен перебувати на керівній посаді).[38]

### Гранти та стипендії (фінансове заохочення)
- Конкурс проєктів науково-дослідних робіт молодих учених НАН України. Започаткований у 2013 році з метою подальшої адресної підтримки молодих науковців з установ НАН України, забезпечення реалізації зазначених проєктів і надання їм цільової фінансової підтримки.[39]
- Додаткові відомчі теми для молодих учених, які виступали з науковими повідомленнями на засіданнях Президії НАН України. Започатковані у 2013 році.[40]
- Гранти дослідницьким лабораторіям / групам молодих вчених НАН України для проведення досліджень за пріоритетними напрямами розвитку науки і техніки. Започатковані у 2018 році.[41]
- Стипендії НАН України для молодих учених. Започатковані у 2016 році. Призначаються з метою підтримки наукової діяльності та створення умов для мотивації талановитих молодих учених, які здійснюють перспективні наукові дослідження з найважливіших проблем природничих, технічних, суспільних і гуманітарних наук.[42]

## 100-річний ювілей
- 18 травня 2017 року Президент України Петро Порошенко підписав Указ про відзначення у 2018 році на державному рівні 100-річного ювілею Національної академії наук України.[43]
- Рішенням 39-ї сесії Генеральної конференції ЮНЕСКО 100-річчя НАН України було включене до Календаря пам'ятних дат, що відзначалися під егідою цієї міжнародної організації у 2018 році.
- 10 жовтня 2018 року Національний банк України ввів в обіг ювілейні пам'ятні монети „100 років Національній академії наук України“ номіналом 5 та 20 гривень. Також здійснено випуск художнього маркованого конверта, присвяченого 100-річчю НАН України.

Монети НБУ присвячені НАН України
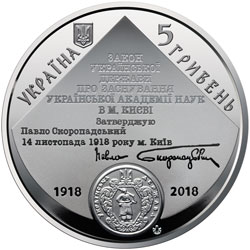
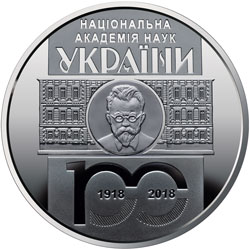
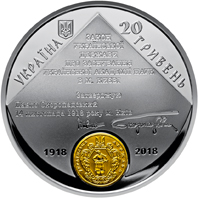
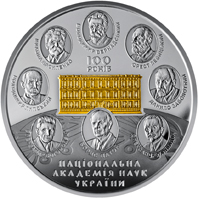

- 6–7 грудня 2018 року у Павільйоні „Наука“ НАН України (Київ, проспект Академіка Глушкова, 1, павільйон №23) було проведено Виставку наукових і науково-технічних досягнень вчених НАН України, на якій 70 академічних установ представили понад 600 наукових результатів за широким спектром напрямів — від інформаційних технологій до нових сортів рослин, а також — низку наукових видань. В межах виставки академія разом із Міністерством оборони України та Державним концерном „Укроборонпром“ провела спеціалізовану виставку-презентацію науково-технічних розробок і технологій НАН України „Наука — обороні та безпеці держави“.
- 7 грудня 2018 року у Національному академічному театрі опери та балету України імені Т. Шевченка відбулись офіційні урочистості з нагоди 100-річчя академії — ювілейна сесія Загальних зборів НАН України та святковий концерт. Того ж дня, відповідно до указу Президента України, державними нагородами було відзначено 31 представника академії[44], які, зокрема, були удостоєні:
  - ордена князя Ярослава Мудрого II (Борис Патон), III (Вадим Локтєв) та V (Вячеслав Богданов, Леонід Лобанов) ступенів;
  - ордена „За заслуги“ I (Зіновій Назарчук), II (Ігор Алексєєнко, Юрій Бошицький, Юрій Горобець, Володимир Корнілов, Олексій Онищенко, Ігор Стасюк) та III (Олександр Волошкевич, Володимир Засенко, Ярослав Колесниченко, Мирослав Павлюк, Юрій П'ятницький, Юрій Шермолович) ступенів;
  - ордена княгині Ольги III ступеня (Наталія Щукіна);
  - медалі „За працю і звитягу“ (Володимир Назаренко);
  - почесного звання „Заслужений діяч науки і техніки України“ (Тамара Великанова, Сергій Гнатченко, Анатолій Зіньковський, Ігор Крівцун, Андрій Крючин, Володимир Пелих, Ельмар Петров, Ольга Сизоненко, Михайло Тукало, Володимир Туркевич, Микола Шульга);
  - почесного звання „Заслужений машинобудівник України“ (Юрій Каховський).
- Окрім того, 58 осіб з НАН України було відзначено нагородами Верховної Ради України, 30 — нагородами Кабінету Міністрів України.
- Видано ювілейні номери журналів НАН України та тематичні збірники науково-популярних праць, зокрема:
  - Вісник НАН України. Київ, 2018. №11.
  - Національна академія наук України (1918—2018): До 100-річчя від дня заснування. Київ, 2018. 336 с.
  - Національна академія наук України. Видатні досягнення. 1918—2018. Київ, 2018. 320 с.
  - Національна академія наук України. Персональний склад. 1918—2018. Київ, 2018. 560 с.
  - Національна академія наук України. Хронологія. 1918—2018. Київ, 2018. 720 с.
  - Національна академія наук України: правові засади організації та діяльності (до 100-річчя утворення НАН України). Київ, 2018. 574 с.
  - Національна академія наук України — 100: головні тенденції розвитку і здобутки. Документи і матеріали. Книга 1. 1918—1945. Київ, 2018. 948 c.
  - Національна академія наук України — 100: головні тенденції розвитку і здобутки. Документи і матеріали. Книга 2, частина 1. 1946—1970. Київ, 2018. 1088 с.
  - Національна академія наук України — 100: головні тенденції розвитку і здобутки. Документи і матеріали. Книга 2, частина 2. 1971—1991. Київ, 2018. 1136 с.
  - Національна академія наук України. — 100: головні тенденції розвитку і здобутки. Документи і матеріали. Книга 3. 1992—2018. Київ, 2018. 584 с.
  - Томазов В. Патони: Родинна хроніка. Київ. 2018. 316 с.
  - Цибань В. О. Нагороди Національної академії наук України. Київ, 2018. 456 с.[45]